# VV Цефей
VV Цефей е червен хипергигант и втората по големина известна звезда. Намира се в съзвездието Цефей. Разположена е в Млечния път на приблизително 2400 светлинни години от Слънчевата система. Тя е и една от най-ярките познати звезди.

## Размер
По изчисления, големината на звездата възлиза на приблизително 1600 – 1900  слънчеви радиуса, или 2 227 200 000 до 2 644 800 000 km. Ако бъде поставена в центъра на слънчевата ни система, би заела пространството отвъд орбитата на Юпитер.

## Вижте Също
Списък на най-големите познати звезди